# Charlotte Coleman
Charlotte Ninon Coleman (Islington, Inglaterra; 3 de abril de 1968-Holloway, Inglaterra; 14 de noviembre de 2001) fue una actriz británica conocida por interpretar a Scarlett, la excéntrica compañera de apartamento de Hugh Grant en la película Cuatro bodas y un funeral. Coleman murió de un ataque de asma a los 33 años de edad.

## Biografía
Su padre es un exproductor de cine, Francis Coleman. y su madre la actriz Ann Beach.
La carrera de Coleman comenzó a los 11 años, cuando obtuvo su primer papel en una comedia de televisión para niños.
En 1991 ganó un premio de la Royal Television Society por su interpretación de una adolescente lesbiana en un drama de la BBC.
Tres años después fue nominada para los BAFTA de la televisión británica por su papel en Cuatro bodas y un funeral.

### Vida personal
En 1987, el novio de Coleman, Jonathan Laycock (23), murió en un accidente de bicicleta.
Después de su muerte, Coleman pasó por períodos de depresión, y desarrolló trastornos de alimentación como anorexia y bulimia. Empezó a asistir a reuniones de Alcohólicos Anónimos porque «no podía soportar estar con todos esos gordos en Obesos Anónimos».

### Fallecimiento
El 13 de noviembre de 2001 visitó a su familia y vieron un video juntos. Más tarde su padre declaró que Charlotte había estado de muy buen humor, a causa de su nuevo apartamento en Holloway, al norte de Londres, que ella había comprado hacía tres semanas y decorado completamente, y además porque existía la posibilidad de un repunte en su carrera actoral después de unos años de poco trabajo. Más tarde esa misma noche Charlotte se sintió mal, pero se fue a su casa a pesar del consejo de sus padres.
A la mañana siguiente, miércoles, 14 de noviembre de 2001, sus padres la llamaron por teléfono para ver si se sentía mejor; pero no tuvieron respuesta. Preocupada, su madre fue al apartamento de Charlotte, donde la encontró tendida inconsciente en el suelo; su inhalador para el asma estaba en otra habitación. Charlotte Coleman fue llevada en ambulancia al cercano Hospital de Whittington, en el norte de Londres, donde fue declarada muerta a su llegada, debido a un ataque agudo de asma bronquial.
Charlotte Coleman siempre padeció asma y necesitaba permanentemente cuidados, pero nunca antes había sufrido una crisis aguda.
A finales del mes de noviembre se inauguró un monumento conmemorativo en el Centro Budista de Mill Hill, en el norte de Londres, al que asistieron familiares y amigos cercanos.

## Filmografía

### Cine[10]
- 1989: Bearskin: An Urban Fairytale, como Kate.
- 1993: Map of the Human Heart, como Julie.
- 1994: Four Weddings and a Funeral, como Scarlett.
- 1995: The Young Poisoner's Handbook, como Winnie.
- 1996: Different for Girls, como Alison.
- 1998: The Revengers' Comedies aka Sweet Revenge, como Norma.
- 1998: If Only... aka Twice Upon a Yesterday, como Alison Hayes.
- 1998: Bodywork, como Tiffany Shades.
- 1999: Beautiful People, como Portia Thornton.[11]
- 2001: A Loving Act, como la detective Jane Thompson.

### Televisión[10]
- 1979-1981: Worzel Gummidge, como Sue Peters; Southern Television.[12]
- 1981: Marmalade Atkins in Space, como Marmalade Atkins; Thames Television for ITV.
- 1982-1983: Educating Marmalade, como Marmalade Atkins; Thames Television.
- 1984: Danger: Marmalade at Work, como Marmalade Atkins; Thames Television.
- 1986: The Insurance Man, como Seamstress; BBC.[13]
- 1990: Freddie and Max, como Freddie Latham.
- 1990: Oranges Are Not the Only Fruit, como Jess.[14]
- 1992: Inspector Morse, como Jessica White; Zenith Entertainment.
- 1992: The Bill, como Sharon Palmer.
- 1993: The Comic Strip Presents..., como Patsy.
- 1993: Olly's Prison, como Sheila; May 1993, BBC[15]
- 1995: The Vacillations of Poppy Carew, como Mary;.
- 1995: Oliver's Travels, como Cathy; BBC Wales.
- 1997: Wycliffe, como Laura Kessell.
- 1998-1999: How Do You Want Me?, como Lisa Lyons; BBC.
- 1999: McCready and Daughter, como Shelley Bennett; BBC.
- 2002: Double Act, como Miss Debenham.